# Sinus caroticus

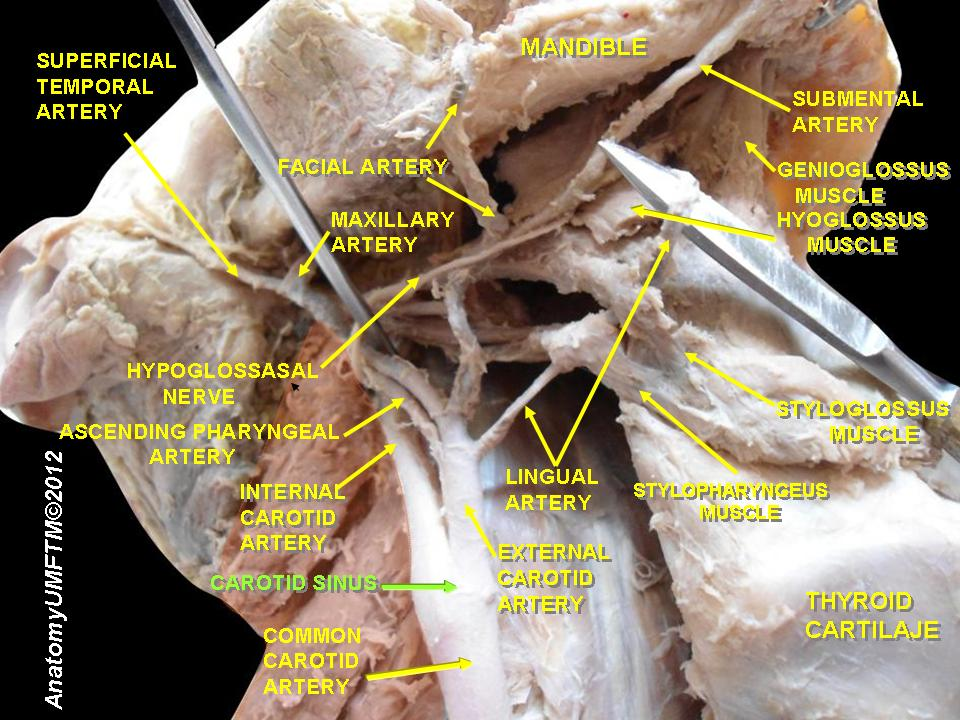
Sinus caroticus

Als Sinus caroticus oder Karotissinus (auch Bulbus) wird die Anfangserweiterung am Ursprung der Arteria carotis interna (innere Kopfschlagader) bezeichnet. In der Gefäßwand des Sinus caroticus befinden sich Pressorezeptoren (auch Barorezeptoren genannt), also Rezeptoren, die den Blutdruck im Blutgefäßsystem registrieren.
Die Pressorezeptoren reagieren auf Änderungen des arteriellen Blutdrucks, vor allem der Wandspannung. Bei einer Druckerhöhung werden nervale Impulse über den Ramus sinus carotici des Nervus glossopharyngeus über die Pars cardiorespiratoria des Nucleus tractus solitarii zum Kreislaufzentrum in der Medulla oblongata geleitet. Von hier aus werden reflektorisch über die Aktivierung des Parasympathikus und Hemmung des Sympathikus die Herzfrequenz verlangsamt (Bradykardie) und über eine Gefäßerweiterung der Blutdruck gesenkt.
Pressorezeptoren mit gleicher Funktion liegen auch an der Aorta. Diese werden mit dem Sinus caroticus auch als sinuaortales System zusammengefasst.

## Klinische Aspekte
Durch kräftigen Druck von außen auf die Aufzweigung der Halsschlagader kann der Karotissinusreflex (Karotissinusdruckversuch, auch Hering-Reflex, nach Heinrich Ewald Hering) ausgelöst werden. Dabei kommt es zu einer Verminderung der Herzfrequenz und des Blutdrucks; bei längerer Dauer kann dies zum Herzstillstand führen.
Bei einem krankhaft gesteigerten (hypersensitiven) Reflex spricht man von einem Karotissinus-Syndrom. Ursache ist meist eine Atherosklerose („Arterienverkalkung“) im Bereich des Sinus caroticus. Dabei kann bereits das Rückwärtsbewegen des Kopfes eine reflektorische Antwort auslösen. Beim Karotissinus-Syndrom treten Synkopen oder durch die Minderdurchblutung des Gehirns Schwindelanfälle auf. Man unterscheidet dabei den kardioinhibitorischen Typ, bei dem der Abfall der Herzfrequenz dominiert, den vasodepressorischen Typ mit Blutdruckabfall und den Mischtyp.